# تاريخ مومباي

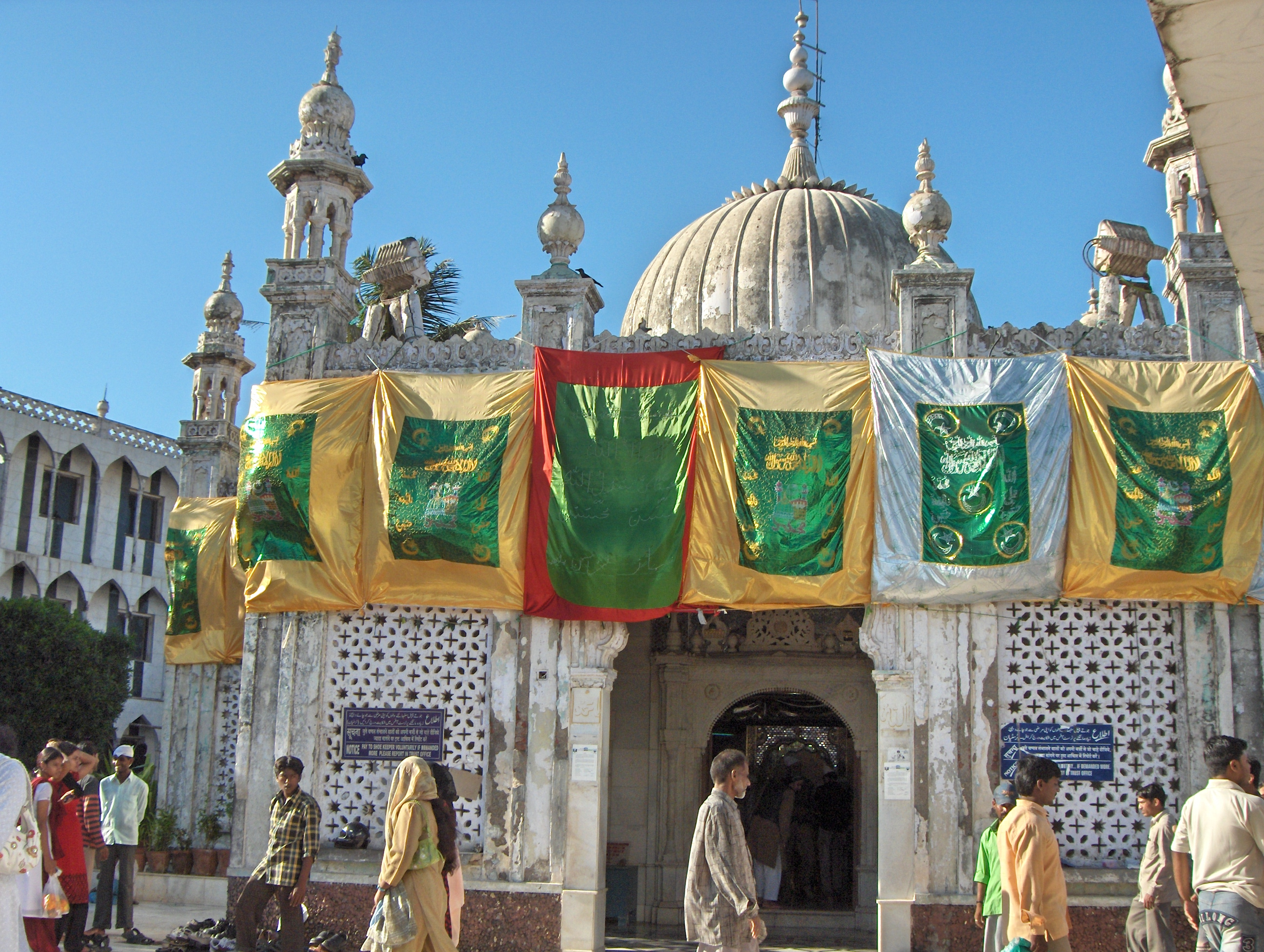
مسجد حاجي علي دراغا في ماهالاكشمي ، مومباي بُني عام 1431 تكريما للحاج علي شاه بخاري (متصوف)

يعود تاريخ الاستيطان البشري في مومباي إلى العصر الحجري، كان شعب كولي –ولهجة أغري (مجتمع من المراثيين صيادي الأسماك) أول شعب استوطن تلك الجزر. تمكنت الإمبراطورية الماورية من فرض سيطرتها على الجزر خلال القرن الثالث قبل الميلاد، وحوّلتها إلى مركزٍ للثقافة والديانة البوذية. لاحقًا، وبين القرنين الثاني قبل الميلاد والتاسع ميلادي، خضعت الجزر لسيطرة سلالات متعاقبة من السكان الأصليين: بدءًا بإمبراطورية ساتافاهانا ثم قبيلة أبيرا وسلالة فاكاتاكا وسلالة كالاتشوري وموريو كونكان وسلالة تشالوكيا وراشتراكوتاس، قبل أن تخضع لحكم سلالة سلاهارا من عام 810 حتى عام 1260.
أسس الملك فيمديف مملكته في المنطقة في أواخر القرن الثالث عشر، وجلب العديد من المستوطنين إلى الجزر. استولى الحكام المسلمون في كجرات على الجزر عام 1348، وحكموا المنطقة لاحقًا عبر سلطنة كجرات منذ العام 1391 وحتى 1534. إثر معاهدة باسن بين نائب الملك البرتغالي نونو دا كونا وبهادر شاه سلطنة كجرات، وُضعت الجزر ضمن الممتلكات البرتغالية عام 1534.
عانت الجزر من توغلات سلطنة مغول الهند بحلول نهاية القرن السابع عشر، خلال منتصف القرن الثامن عشر، برزت المدينة بصفتها بلدة تجارية مهمة، وكان لها تجارة بحرية مع مدينتي مكة والبصرة. اتسم النمو الاقتصادي والتعليمي في المدينة خلال القرن التاسع عشر بإنشاء أول خطٍ هندي للسكك الحديدية ربط بين مومباي ومدينة ثين المجاورة عام 1853. أصبحت المدينة قاعدة قوية لحركة الاستقلال الهندية خلال أوائل القرن العشرين، وكانت مركز حركة عدم التعاون عام 1919 ومركز عصيان البحرية الهندية الملكية عام 1946. عقب استقلال الهند عام 1947، حافظت السلطة على مقر الرئاسة في مومباي وأعادت تشييده في ولاية مومباي. توسعت حدود ولاية مومباي، وبعد انضمام عدد من الولايات الأميرية السابقة إلى الاتحاد الهندي، دُمجت تلك الولايات مع ولاية مومباي.
في عام 1960، وعقب احتجاجات حركة ساميوكتا ماهاراشترا، أُلحقت المدينة بولاية ماهاراشترا المنشأة حديثًا لتصبح تحت سيطرتها. واجهت المدينة عددًا من الحوادث المؤسفة، مثل أعمال شغب مومباي بين عامي 1992 و1993، بينما أدى قصف بومباي عام 1993 إلى خسارة كبيرة في الأرواح والممتلكات. أُعيدت تسمية المدينة مومباي في السادس من شهر مارس عام 1996.

## التاريخ المبكر

### فترة ما قبل التاريخ
يعتقد علماء الجيولوجيا أن ساحل الهندي الغربي نشأ منذ نحو 100 إلى 80 مليون سنة، بعدما انفصل عن مدغشقر. بعد فترة قصيرة من انفصاله، جُرفت منطقة شبه الجزيرة من الصفيحة الهندية إلى نقطة ريونيون الساخنة، وهي نقطة بركانية ساخنة في القشرة الأرضية قرب جزيرة ريونيون. يُعتقد أن اندفاعًا بركانيًا حصل في تلك المنطقة منذ نحو 66 مليون سنة، وهو ما أدى إلى نشوء مصاطب الدكن، وهي عبارة عن حوض واسع من الحمم البازلتية التي تغطي أجزاءً من القسم المركزي للهند. أدى ذلك النشاط البركاني إلى تشكيل نتوءات صخرية، مثل هضبة غيلبرت، يمكن رأيتها في مواقع مختلفة من المدينة. أدى النشاط التكتوني في المنطقة إلى تشكيل جزر كثيرة التلال تنفصل عن بعضها ببحر قليل العمق. تشير الرواسب، العائدة إلى العصر الحديث الأقرب، والتي اكتشفها عالم الآثار البريطاني مالكوم تود عام 1939 قرب كانديفالي في القسم الشمالي من مومباي، إلى استيطان المنطقة منذ العصر الحجري. بُنيت المدينة اليوم على أرخبيل مؤلف من سبع جزر، وهي جزيرة مومباي وباريل ومازغاون وماهم وكولابا وورلي وجزيرة المرأة العجوز (تُعرف أيضًا بكولابا الصغرى). جرى دمج تلك الجزر لتشكل كتلة أرضية واحدة إثر مشروع هندسي يُعرف باسم هورنبي فيلارد عام 1784. بحلول عام 1000 قبل الميلاد، انخرطت المنطقة بشكل كبيرٍ في التجارة البحرية مع مصر وبلاد فارس. استوطن مجتمع كولي الصياد المنطقة منذ مدة طويلة،  انتمى هؤلاء للسلالة الدرفيدية، وعاشوا على شكل قبائل متفرقة كثيرة العدد على طول سلسلة فيديا وكجرات وساحل كونكان. في مومباي، عاشت 3 أو 4 قبائل منها. بالإمكان وصف المعتقدات الدينية لذلك الشعب بالأرواحية (الإحيائية).

### عصر الإمبراطوريات الهندية
ضُمت الجزر إلى الإمبراطورية الماورية خلال عهد الإمبراطور أشوكا، إمبراطور ماغادا، في القرن الثالث قبل الميلاد. جعل راعي الإمبراطورية من تلك الجزر مركزًا للديانة والثقافة البوذية. أنشأ الرهبان البوذيون والعلماء والفنانون الأعمال الفنية والنقوش والكتابات والمنحوتات الموجودة في كهوف كانهيري في منتصف القرن الثالث قبل الميلاد، وكذلك في كهوف ماهاكالي. عقب سقوط الإمبراطوري الماورية نحو العام 185 قبل الميلاد، وقعت تلك الجزر في قبضة سلالة ساتافاهانا. كان ميناء سوبارا (نالا سوبارا حاليًا) مركزًا تجاريًا مهمًا خلال القرن الأول قبل الميلاد، وربطته علاقات تجارية مع روما. أطلق الجغرافي الإغريقي بطليموس على تلك الجزر اسم هيبتانيجا (في الإغريقية القديمة: تكتل الجزر السبع) خلال القرن الخامس، حينها كانت خاضعة لماوريي كونكان في القرن السادس والقسم المبكر من القرن السابع. كان الماوريون بمثابة الإقطاعيين بالنسبة للكالاتشوري، وخلال عهدهم، بُنيت كهوف جوغيشواري بين العامين 520 و525. زار التاجر الإغريقي كوسماس إنديكوبليوتس مدينة كاليان (قرب مومباي) بين العامين 530 و550. يعود تاريخ كهوف إليفانتا أيضًا إلى القرن السادس. وصلت الديانة المسيحية إلى الجزر خلال القرن السادس، عندما رسّخت كنيسة المشرق الآشورية حضورها في الهند. انتهى وجود الماوريين عندما غزت سلالة تشالوكيا في كارناتاكا تحت قيادة بولاكشي الثاني الجزر عام 610. احتلّ دانتيدورغا من سلالة راتشراكوتا الجزر خلال الفترة الواقعة بين عامي 749 و750.
حكمت سلالة سلاهارا من كونكان المنطقة بين عامي 810 و1260. شُيّد معبد والكيشوار خلال القرن العاشر، وبني سد بانغانغا خلال القرن الثاني عشر تحت رعاية حكام سلاهارا. مرّ أسطول الرحالة الإيطالي ماركو بولو، المؤلف من 13 سفينة صينية، عبر مرفأ مومباي خلال شهري مايو وسبمتبر من عام 1292. أسس الملك فيمديف مملكته في المنطقة في أواخر القرن الثالث عشر، وأنشأ عاصمته ماهيكاواتي (ماهِم اليوم). انتمى الملك إما إلى سلالة يادافا من ديفاغيري في ماهاراشترا أو سلالة أناهيلافادا من كجرات. بني أول معبد بابوناث (معبد مكرس للإله شيفا) في المنطقة، وجلب الكثير من أشجار الفواكه المثمرة، مثل نخيل جوز الهند، إلى الجزر. جاء مجتمع باتري بابو، أول مستوطني المدينة، من باتان وأجزاء أخرى من ساوراشترا في مجرات إلى ماهم نحو العام 1298 بناء على طلب فيمديف نفسه خلال سنوات حكمه. يُقال إنه جلب شعب البالشي والبانشكالشي والفانداري والفوي والأغري والبراهمة إلى تلك الجزر. عقب موته عام 1303، خلفه ابنه براتاب بيمبا، فبنى عاصمته في مارول ضمن سالسيت، وأطلق عليها اسم براتبور. انتزع مبارك خان، الذي سمى نفسه وريثًا لسلالة الخلجيين، تلك الجزر من سلطة براتاب بيمبا، واحتل ماهم وسالسيت عام 1318. استطاع براتاب بيمبا لاحقًا احتلال الجزر مجددًا، وحكمها حتى عام 1331. لاحقًا، حكمها صهره ناغراديف لـ 17 عامًا حتى سنة 1348. خضعت الجزر لسلطة حكام كجرات المسلمين عام 1348، ما أنهى سيادة الحكام الهنود على تلك الجزر.